# Pont-sur-Seine
Pont-sur-Seine è un comune francese di 1 007 abitanti situato nel dipartimento dell'Aube nella regione del Grand Est.

## Società

### Evoluzione demografica
Abitanti censiti